# Castelflorite (kommunhuvudort)
Castelflorite är en kommunhuvudort i Spanien.   Den ligger i provinsen Provincia de Huesca och regionen Aragonien, i den nordöstra delen av landet, 300 km öster om huvudstaden Madrid. Castelflorite ligger 311 meter över havet och antalet invånare är 124.
Terrängen runt Castelflorite är lite kuperad. Runt Castelflorite är det glesbefolkat, med 14 invånare per kvadratkilometer. Närmaste större samhälle är Sariñena, 11,4 km väster om Castelflorite. Trakten runt Castelflorite består till största delen av jordbruksmark.